# مسجد أجدر باي
مسجد أجدر باي والمعروف باسم "التحالف"، أنشاء في عام 1912. مهندسه المعماري زيور باي أحمدبايوف.

## تاريخه
بني هذا المسجد الواقع في مركز العاصمة - باكو الحاج أجدر باي خلال سنتى 1912-1913 م.

و أطلق على هذا المكان الخاص بالعبادة الذي كان معماره زيفار باي أحمدبايوف، بالمسجد الأزرق في أوساط الشعب بسبب اللون الازرق لقبته. ففي السنوات الأولي للسلطة السوفييتية تمت الاستفادة من المسجد كسكن عام للعساكر. و أعاد المسجد نشاطه إلى جانب مسجد طازه بير في عام 1944 م.
وفقاً للطراز المعماري، المسجد له مظهر رمزي، و يتذكر المسجد في كربلاء و بيت الكعبة في مكة.
هذا و توشك الآن أعمال التعمير الأساسي و إعادة البناء في المسجد التي تجدري بناء على مبادرة و بعناية فخامة إلهام علييف رئيس جمهورية أذربيجان في 25 مايو، عام 2010.

بالإضافة إلى ذلك، تم بناء المذبح و غرفة الصلاة والعديد من الغرف المساعدة الأخرى في مجمع المسجد.

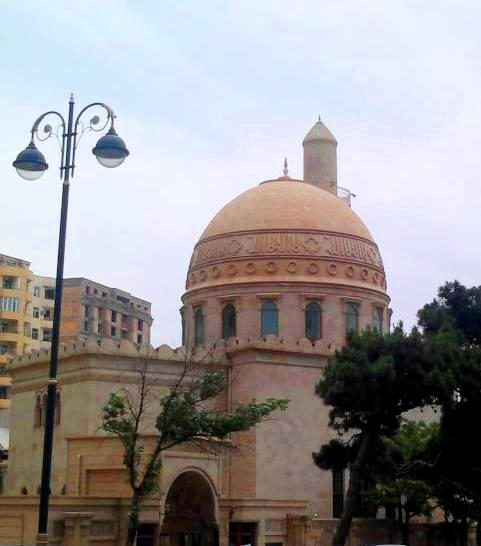
مسجد أجدر باي في عاصمة باكو

الطابق السفلي مخصص لغرف الوضوء. 